# Желтогорлая манорина
Желтогорлая манорина (лат. Manorina flavigula) — птица из семейства медососовых.

## Описание
Желтогорлая манорина длиной 28 см. Оперение верхней части тела бурое, серые крылья с желтоватыми участками перьев, глаза обрамлены чёрным, нижняя часть тела кремового цвета, окологлазное кольцо,  горло, клюв и ноги жёлтые.

## Распространение
Птица живёт в светлых лесах и на сельскохозяйственных угодьях по всей территории Австралии, за исключением юго- и северо-востока.

## Образ жизни
Птицы объединяются в кочующие стаи численностью от 12 до 50 особей, которые в поисках корма разделяются на ещё меньшие стаи. Наряду с нектаром, плодами и семенами птицы питаются муравьями, жуками, осами и гусеницами. Желтогорлые манорины агрессивны по отношению к другим видам птиц, которые слишком близко приближаются к местам кормёжки, отдыха или гнездования.

## Размножение
Желтогорлая манорина гнездится колониями. Гнездовой период длится с июля по декабрь. Открытое, чашеобразное гнездо из травы и веток, набитое шерстью и перьями, располагается в развилине дерева на высоте до 6 м. В кладке от 2-х до 3-х яиц. Взрослые птицы одной колонии сообща заботятся о кормлении и защите выводка.